# Mottaiola de' Coppini
Mottajola de' Coppini è un quartiere del comune cremonese di Cingia de' Botti, corrispondente alla zona occidentale dell’abitato.

## Storia
La località era una comunità residente in un gruppetto di fattorie del Contado di Cremona con 63 abitanti a metà Settecento.
La riforma amministrativa della Lombardia decisa dall’imperatrice Maria Teresa nel 1757 soppresse il comune annettendolo a Cingia de' Botti, ma una speciale dispensa continuò a configurarlo separatamente ai fini censuari, con confini ufficialmente definiti.
Col tempo le case sono state raggiunte dall’edificazione dell’abitato.